# Beginen-Klösterle (Buchen)

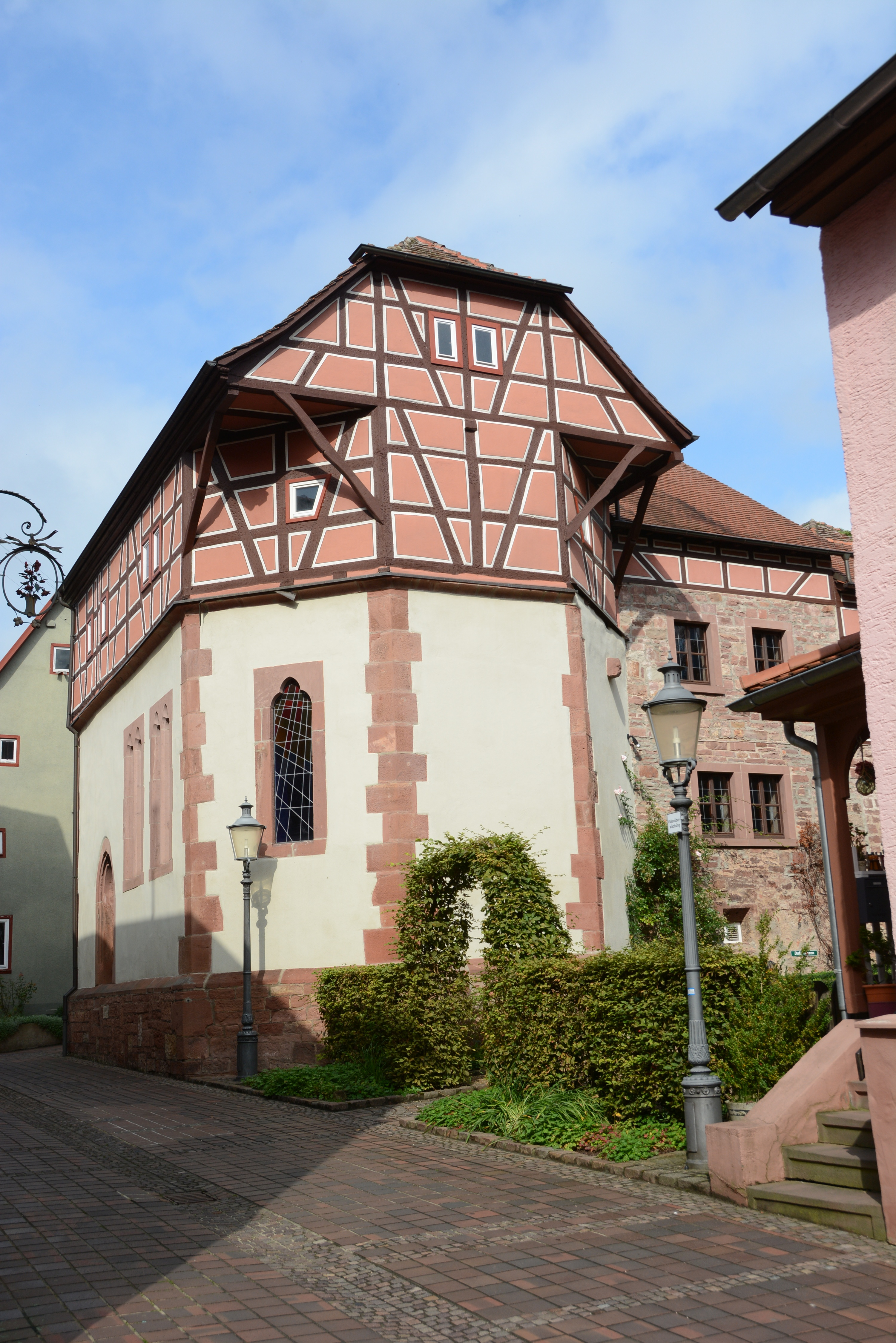
Ehemalige Klosterkapelle

Das Beginen-Klösterle in Buchen (Odenwald) ist ein denkmalgeschütztes Gebäudeensemble, das auf das Jahr 1489 zurückgeht. Heute enthält es eine Spezialbibliothek zur Religion, Geschichte und Kultur des Judentums.

## Gebäude

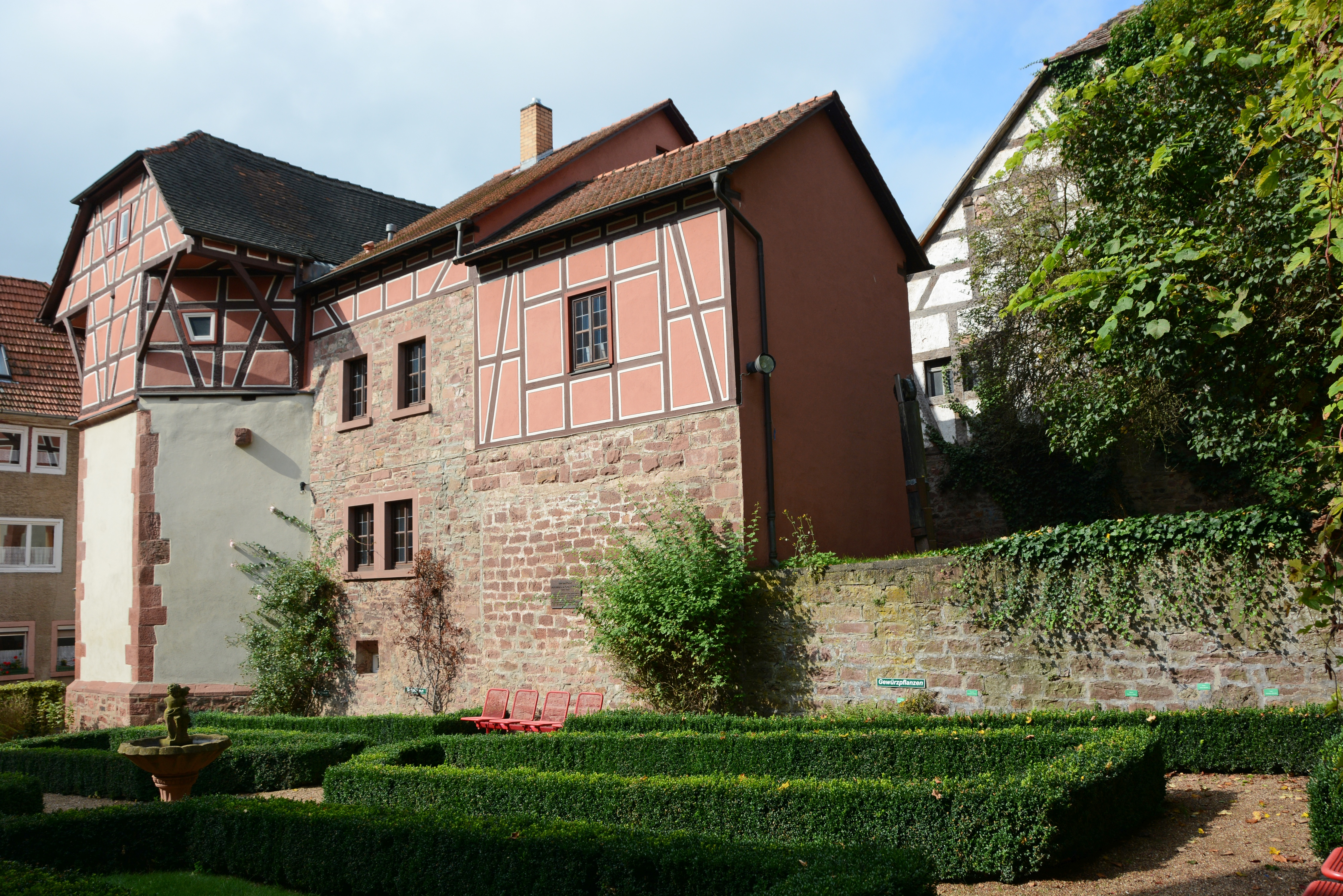
Klosterkapelle, Wohngebäude und kleiner Garten dahinter

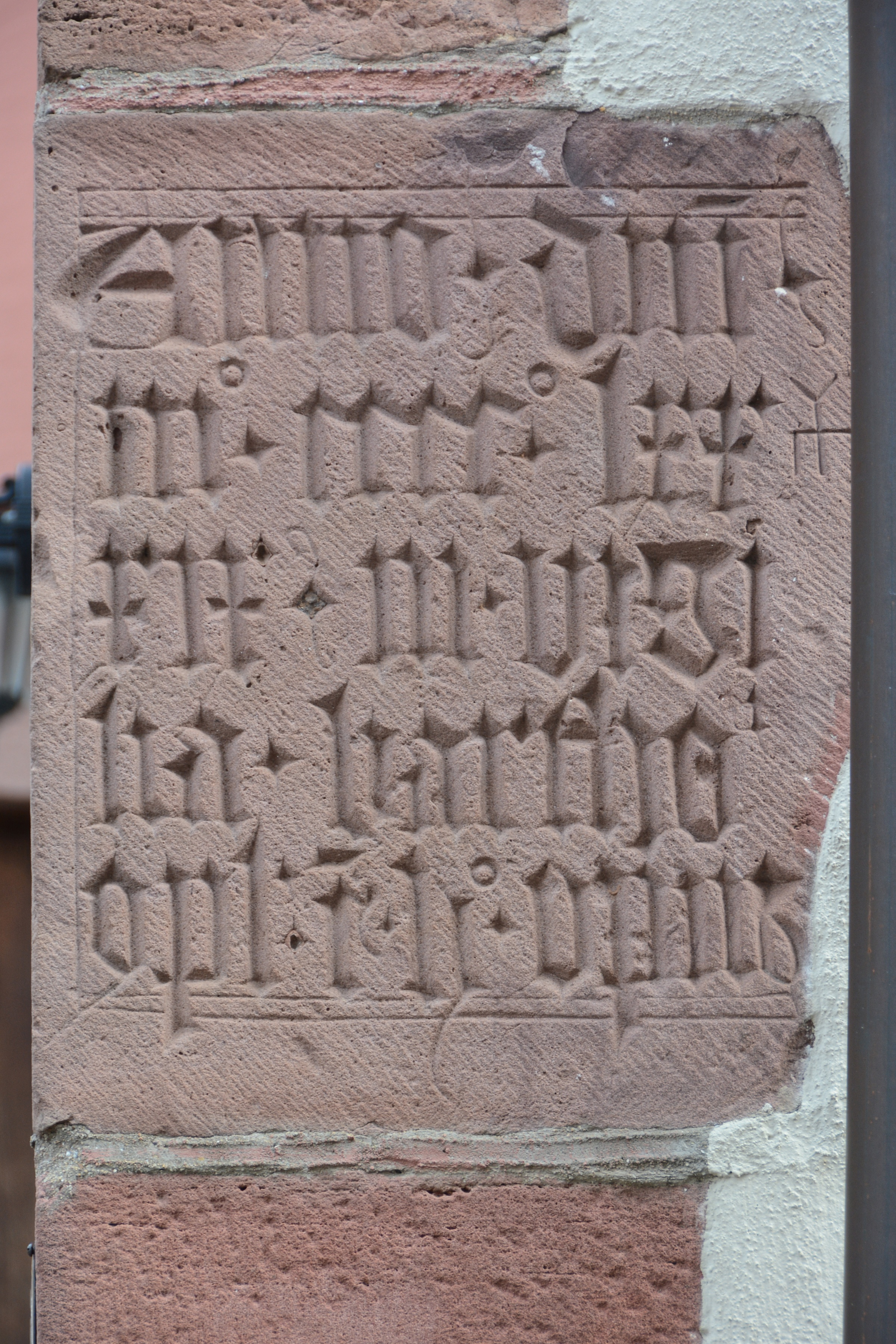
Bauinschrift 1489

Das Beginen-Klösterle besteht aus einer ehemaligen Kapelle, einem unmittelbar angrenzenden Wohnhausbereich sowie einem kleinen Garten zwischen dem Haus und der dahinter verlaufenden alten Stadtmauer. Die spätgotische ehemalige Klosterkapelle hat ein hohes Sockelgeschoss aus verputztem Bruchstein, dem nach dem Stadtbrand von 1717 ein Fachwerkgeschoss mit Krüppelwalmdachgiebel aufgesetzt wurde.
Zehn Jungfrauen führten hier ohne Ordensgelübde ein gemeinsames Leben unter einer Oberin und widmeten sich der Krankenpflege sowie der Unterstützung der Armen. Die Beginen, „tugendhafte Kinder der willigen Armen“, wurden 1376 durch Katharina von Hohenstadt mit einer Schenkung als finanzielle Grundlage bedacht. In der Mitte des 15. Jahrhunderts hatte sich die Gemeinschaft den Franziskaner-Tertiarinnen (3. Orden des Hl. Franziskus) angeschlossen. Laut Bauinschrift an der Kapelle wurde der jetzige Bau 1489 errichtet („in vigilia bartho apl“, am Tag vor Apostel Bartholomäus, also 23. August 1489). Als Erbauer wird Johannes Eseler – genannt Hans von Amorbach – vermutet.
Nach dem Tod der letzten Oberin 1570 löste sich die Gemeinschaft aus Mangel an Nachwuchs auf. Das Anwesen gelangte in Privatbesitz. Die Kapelle wurde noch bis ins 19. Jahrhundert für private Andachten genutzt, später wurde sie als Scheune verwendet. 1929 erwarb der Buchener Heimatforscher Karl Tschamber das Klösterle und rettete es vor dem Verfall. Nach dem Zweiten Weltkrieg erfolgte eine erste Renovierung. 1949 kaufte die Stadt Buchen das Anwesen. Der Gebäudekomplex wurde Ende der 1990er Jahre renoviert und der Garten neu angelegt.

## Bücherei des Judentums
Das Beginen-Klösterle ist Sitz der Hermann-Cohen-Akademie und beherbergt eine bedeutende jüdische Spezialbibliothek, die Bücherei des Judentums.

### Bücherei
Der Bestand der Ausleihbücherei unterteilt sich in Fachliteratur (ca. 6000 Titel) und Belletristik (ca. 3000 Titel), überwiegend in deutscher Sprache. Er wird fortwährend durch Neuankäufe erweitert. Als Sammelschwerpunkt der Fachliteratur lassen sich jüdische Religionsphilosophie, der jüdisch-christliche Dialog, jüdische Regionalgeschichte und die Geschichte des Nationalsozialismus/Shoah ausmachen. In der Belletristik finden sich schwerpunktmäßig Autobiographien und Biographien, welche die jüdische Geschichte vor und nach 1933 thematisieren. Über die Bestände dieser kostenfreien Ausleihbibliothek können sich Benutzer mit Hilfe des Online-Kataloges informieren.

### Stiftung Bücherei des Judentums
Die Bücherei des Judentums wird von einer gleichnamigen Stiftung getragen, mit deren Hilfe der Bestand ständig erweitert werden kann. Die Stiftung organisiert mehrmals im Jahr Veranstaltungen zu den vielfältigen Themen des Judentums. Zudem lädt sie Gruppen und Einzelpersonen zum Arbeiten mit den Buchbeständen in die Bücherei ein und hält hierfür ein Sachstipendium bereit.

### Geschichte
Sechzig Jahre nach dem Novemberpogrom 1938 errichtete Pfarrer Herbert Duffner am 9. November 1998 die Stiftung Bücherei des Judentums. Durch die Kooperationsbereitschaft der Stadt Buchen erhielt sie ihren Sitz im ehemaligen Beginen-Klösterle am Ort. Der Stifter brachte seine umfangreiche Privatbibliothek sowie eine zusätzliche Geldstiftung ein. Die Stiftung möchte das Interesse am Judentum und seiner Geschichte wecken oder auch intensivieren sowie Anregungen für das christlich-jüdische Gespräch geben.